# Талихярм, Йоханна
Йоханна Талихярм (эве Johanna Talihärm; род. 27 июня 1993, Таллин) — эстонская биатлонистка. Член сборной Эстонии по биатлону.

## Спортивная карьера
В главную национальную команду впервые попала в сезоне 2011/2012. Закрепиться в сборной спортсменки удалось в следующем году. В феврале 2013 года Талихярм дебютировала на Чемпионате мира по биатлону в чешском Нове-Место.
На чемпионате мира 2024 года в Нове-Место команда Эстонии сенсационно заняла 4-е место в женской эстафете, Талихярм бежала на последнем этапе.

### Достижения
На этапах кубка мира лучший результат — 29-е место в преследовании на этапе в Хохфильцене в сезоне 2017/2018.

## Результаты

### Участие в Олимпийских играх
| Год  | Место проведения | Инд | Спр | Пр | МС | Эст | См |
| 2014 | Сочи             | 72  | 48  | 55 | —  | 16  | —  |
| 2018 | Пхёнчхан         | 50  | 22  | 26 | —  | —   | —  |

### Участие в Чемпионатах мира
| Год  | Место проведения | Инд | Спр | Пр | МС | Эст | См | Сусм |
| 2013 | ЧМ Нове-Место    | 99  | 85  | —  | —  | 20  | —  | н/д  |
| 2015 | ЧМ Контиолахти   | 70  | 38  | 43 | —  | 15  | —  | н/д  |
| 2017 | ЧМ Хохфильцен    | 57  | 87  | —  | —  | 19  | 21 | н/д  |
| 2019 | ЧМ Эстерсунд     | 28  | 20  | 34 | —  | 12  | 14 | —    |
| 2020 | ЧМ Антхольц      | 53  | 31  | 51 | —  | DSQ | 15 | —    |
| 2021 | ЧМ Поклюка       | 30  | 32  | 33 | —  | 17  | 19 | 10   |

## Личная жизнь
Брат Йохан (род. 1994) тоже профессионально занимается биатлоном. Есть также младшая сестра Грете.